# اولی اشتاین
اولی اشتاین (به آلمانی: Uli Stein) بازیکن فوتبال و دروازه‌بان اهل آلمان است که از سال ۱۹۸۳ میلادی عضو تیم ملی فوتبال آلمان بوده‌است. وی در ۶ بازی ملی حضور داشته‌است و آخرین بازی ملی خود را در سال ۱۹۸۶ میلادی انجام داد. اولی اشتاین در بازی‌های ملی‌اش گلی به ثمر نرساند.